# Société générale de banque au Liban
Société générale de Banque au Liban SAL (SGBL, arabe : بنك سوسيتيه جنرال في لبنان), fondée en 1953, est une banque libanaise. Elle est aussi une filiale libanaise du groupe SGBL qui opère au Liban et qui offre des services bancaires au Moyen-Orient (Liban, Jordanie), au Golfe (aux Émirats arabes unis) et en Europe (à Chypre, en France et à Monaco).
La SGBL propose une gamme de services bancaires aux particuliers et aux entreprises, concentrés autour de 4 lignes métiers: banque de détail, services bancaires aux entreprises, banque d'investissement et banque privée. Le groupe fournit également des services financiers spécialisés à travers ses sociétés affiliées: Fidus (gestion de fortune et courtage financier), Sogelease Liban (crédit-bail), SGBL Insurance (assurance-vie) et CTM (Centre de traitement monétique). 
Antoun Sehnaoui est son président-directeur général, et son actionnaire principal. Les autres actionnaires sont Kafinvest Holding Lebanon Company SAL, Société Générale (France) and NSKINV Ltd.[4]

## Société Générale (France) holding
En 2020, des rapports dans les médias ont confirmé que la Société générale (France) n’avait  pas  cédé sa participation dans la SGBL à la suite de la publication d’allégations affirmant  que la SGBL était « une banque en difficulté et souffrant d’une mauvaise gestion»."  La Société générale (France) avait constitué des provisions pour compenser la dégradation de la notation financière du Liban au cours de l'exercice précédent car cette dégradation avait entraîné une baisse de la valeur de sa participation dans la SGBL,.

## RSE et Développement Durable
La Responsabilité sociale des entreprises (RSE) et le développement durable font partie intégrante de l’identité de la SGBL et sont fondés sur quatre axes : le Sport, la Culture, la Société et le développement économique.[citation nécessaire] La SGBL s’aligne sur les objectifs de développement durable des Nations unies à l’horizon 2030 tout en entreprenant et soutenant plusieurs initiatives visant à contribuer positivement aux objectifs de développement durable 4, 5, 8, 11 et 17.[citation nécessaire]